# Harlem Skyscraper Cycling Classic-David Walker Memorial
Das Harlem Skyscraper Cycling Classic-David Walker Memorial ist ein Rundstreckenrennen. Es wird jährlich am US-amerikanischen Vatertag im Marcus Garvey Park im New Yorker Stadtviertel Harlem ausgetragen und ist das älteste Straßenradrennen der Stadt. Die Veranstaltung mit mehreren Wettbewerben in verschiedenen Altersklassen im Herren- und Damenbereich zählte zeitweise zur US-amerikanischen Kriterium-Meisterschaftsserie.
Erstmals wurde das Rennen im Jahr 1973 ausgetragen. Der Beiname David Walker Memorial geht auf einen NYPD-Officer zurück, der das Rennen mit dem Ziel, Kinder für den Radsport zu begeistern und ihnen Verantwortung und Sportlichkeit näherzubringen, ins Leben rief. Nach dem Tod von David Walker im Jahr 2008 führte sein Sohn David C. Walker die Organisation zusammen mit dem ehemaligen Radprofi John Eustice und dessen Veranstaltungsfirma Sparta Cycling weiter. Bei der 40. Austragung im Jahr 2013 übernahm Charlie Issendorf die Organisation des Rennens, nachdem das Rennen den Verlust einiger Sponsoren zu verkraften gehabt hatte. Ein Jahr später ging die Organisation in die Hände von Richard Claudel Cox und seiner gemeinnützigen Firma „Unity Sports Productions“ über.
In der Regel werden die Wettbewerbe als Rundstreckenrennen verschiedener Lizenz- und Altersklassen ausgetragen. Lediglich im Jahr 2011 wurde der Wettbewerb im aus dem Bahnradsport stammenden Omnium-Format durchgeführt und durch den Deutschen Leif Lampater gewonnen. Nach der Absage des Rennens im Jahr 2020 aufgrund der Corona-Pandemie wurde die Veranstaltung im Jahr darauf wieder regulär ausgetragen und feierte im Jahr 2022 als Teil der US-amerikanischen Kriterium-Meisterschaftsserie ihr 50-jähriges Jubiläum, an dem in den verschiedenen Wettbewerben insgesamt 463 Sportler teilnahmen.
Die Wettbewerbe sind ein wichtiger Anlaufpunkt für die New Yorker Radsportszene; so begann etwa Olympia-Silbermedaillengewinner Nelson Vails als Kind seine Karriere in einem der Nachwuchsrennen. Unterstützt wurde das Rennen ab 2009 von der Videospielfirma Rockstar Games, die dafür sorgte, dass neben lokalen Fahrern auch Profis aus Europa, vorrangig Bahnprofis wie der Deutsche Leif Lampater oder der Schweizer Franco Marvulli, in einem eigenen Team an den Start gingen.

## Siegerliste
| Die Resultate von 1973 bis 2006 sind nicht mehr nachvollziehbar |                                |                                |                                |                                |                                |                                |
| 2006                                                            | Gregory Wolf                   | Caryl Gale                     |                                |                                |                                |                                |
| 2007                                                            | Amaury Perez                   | Camie Kornely                  |                                |                                |                                |                                |
| 2008                                                            | Eric Barlevav                  | Jamie Nicholson-Leener         |                                |                                |                                |                                |
| 2009                                                            | Christian Grasmann             | Rachel Herring                 |                                |                                |                                |                                |
| 2010                                                            | Christian Grasmann             | Laura Van Gilder               |                                |                                |                                |                                |
| 2011                                                            | Leif Lampater                  | Kristin Lotito                 |                                |                                |                                |                                |
| 2012                                                            | Jake Keough                    | Laura Van Glider               |                                |                                |                                |                                |
| 2013                                                            | Marcel Kalz                    | Amy Cutler                     |                                |                                |                                |                                |
| 2014                                                            | Andreas Graf                   | Kristin Lotito                 |                                |                                |                                |                                |
| 2015                                                            | Evan Murphy                    | Joanne Kiesanowski             |                                |                                |                                |                                |
| 2016                                                            | Marcel Kalz                    | Alysha Keith                   |                                |                                |                                |                                |
| 2017                                                            | Thomas Gibbons                 | Laura Van Gilder               |                                |                                |                                |                                |
| 2018                                                            | Justin Williams                | Samantha Schneider             |                                |                                |                                |                                |
| 2019                                                            | Justin Williams                | Megan Jastrab                  |                                |                                |                                |                                |
| 2020                                                            | wegen Corona-Pandemie abgesagt | wegen Corona-Pandemie abgesagt | wegen Corona-Pandemie abgesagt | wegen Corona-Pandemie abgesagt | wegen Corona-Pandemie abgesagt | wegen Corona-Pandemie abgesagt |
| 2021                                                            | Romello Crawford               | Melanie Wong                   |                                |                                |                                |                                |
| 2022                                                            | Alfredo Rodriguez              | Maggie Coles-Lyster            |                                |                                |                                |                                |
| 2023                                                            | John Jamual                    | Emily Singleton                |                                |                                |                                |                                |
| 2024                                                            | Sebastian Motzkus              | Kendall Ryan                   |                                |                                |                                |                                |

## Nachweise
1. ↑  Artikel auf Bicycling.com
2. ↑  Meldung auf Cyclingnews.com zur Kriteriums-Meisterschaftsserie
3. ↑  Artikel auf BikeBlogNYC (Memento des Originals vom 25. August 2010 im Internet Archive)  Info: Der Archivlink wurde automatisch eingesetzt und noch nicht geprüft. Bitte prüfe Original- und Archivlink gemäß Anleitung und entferne dann diesen Hinweis.
4. ↑  Artikel der Seilsprung-Liga (Memento des Originals vom 21. Februar 2012 im Internet Archive)  Info: Der Archivlink wurde automatisch eingesetzt und noch nicht geprüft. Bitte prüfe Original- und Archivlink gemäß Anleitung und entferne dann diesen Hinweis.
5. 1 2  „A Harlem Tradition“ – New York Times
6. ↑  PEZ Cycling: A Closer Look: The Harlem Skyscraper Classic
7. ↑  Porträt von John Eustice auf Velonews.com (Memento des Originals vom 8. September 2011 im Internet Archive)  Info: Der Archivlink wurde automatisch eingesetzt und noch nicht geprüft. Bitte prüfe Original- und Archivlink gemäß Anleitung und entferne dann diesen Hinweis.
8. ↑  Artikel auf NYVeloCity.com zum Rennen 2013
9. ↑  Blogartikel auf „To be determined“
10. ↑  Spendenseite von „Unity Sports Productions“
11. ↑  Meldung auf Cyclingnews.com zur Edition des Jahres 2011
12. ↑  Meldung auf Cyclingnews.com zur Kriteriums-Meisterschaftsserie 2022
13. ↑  Meldung auf Bicycling.com.com zur Austragung 2022
14. ↑  Bericht auf Rockstargames.com zur Austragung 2012